# Carl Banks
Carl E. Banks (Flint, 29 agosto 1962) è un ex giocatore di football americano statunitense che ha giocato nel ruolo di linebacker  per tutta la carriera con i New York Giants della National Football League (NFL). Fu scelto come terzo assoluto del Draft NFL 1984 dai Giants. Al college giocò a football all'Università statale del Michigan.

## Carriera professionistica
Banks fu scelto come terzo assoluto nel Draft 1984 dai New York Giants. Con essi vinse il Super Bowl XXI e il Super Bowl XXV come perno fondamentale della difesa soprannominata "Big Blue Wrecking Crew". Banks giocò una grande prestazione nella vittoria del Super Bowl XXI in cui mise a segno 14 tackle, 10 dei quali solitari. Nel 1993 firmò un contratto triennale per giocare con i Washington Redskins. Fu svincolato dopo la stagione 1993 e passò le ultime due stagioni della carriera con i Cleveland Browns, fino al 1995.

## Palmarès

### Franchigia
- Super Bowl : 2

New York Giants: XXI, XXV
- National Football Conference Championship: 2

New York Giants: 1986, 1990

### Individuale
- Convocazioni al Pro Bowl: 1

1987
- Formazione ideale della NFL degli anni 1980
- PFWA All-Rookie Team - 1984
- New York Giants Ring of Honor

## Statistiche
| Sack       | 39,5 |
| Intercetti | 3    |
| Touchdown  | 1    |